# イーゾラ・デル・ピアーノ
イーゾラ・デル・ピアーノ（伊: Isola del Piano）は、イタリア共和国マルケ州ペーザロ・エ・ウルビーノ県にある、人口約500人の基礎自治体（コムーネ）。

## 地理

### 位置・広がり
ペーザロ・エ・ウルビーノ県中部のコムーネ。ウルビーノから東へ12km、ペーザロから南南西へ22kmの距離にある。

#### 隣接コムーネ
隣接するコムーネは以下の通り。
- フォッソンブローネ
- モンテフェルチーノ
- ウルビーノ

### 気候分類・地震分類
イーゾラ・デル・ピアーノにおけるイタリアの気候分類 (it) および度日は、zona E, 2242 GGである。
また、イタリアの地震リスク階級 (it) では、zona 2 (sismicità media) に分類される。